# Susning.nu
Susning.nu è stato un sito wiki in lingua svedese che utilizzava una versione fortemente modificata del software UseMod.
È nato nell'ottobre 2001 per volere di Lars Aronsson ha raggiunto nell'aprile del 2004 il numero di circa 60.000 pagine create, diventando il sito wiki in lingua svedese più ampio. Il 15 aprile 2004 a causa di continui vandalismi soprattutto a carattere pornografico e dovuti alla scelta di non avere amministratori capaci di bloccare i vandali, il fondatore Lars Aronsson, unica persona con diritti di amministratore, decise di bloccare le libere modifiche lasciando attivi solo alcuni fidati utenti. Per tre anni rimase praticamente fermo, da ottobre 2007 venne aperta una finestra di libero editing la domenica pomeriggio ed in seguito da febbraio 2008 venne aggiunta un'ora al giorno. Nel 2010 non è più attivo. Lo slogan era Skaffa dig en Susning.nu, traducibile come ottieni un indizio.
Il materiale contenuto sul sito veniva inserito senza licenza quindi i contributori sono rimasti proprietari dei contenuti che non si potevano usare senza permesso.
A differenza delle altre wiki il sito accettava la pubblicità sulle proprie pagine.
Il sito era registrato come dominio .nu, Niue (isola del pacifico), scelta principalmente per il significato di adesso che nu ha nella lingua svedese e danese.